# Serra de l'Espina
La Serra de l'Espina és una serra situada al massís dels Ports de Tortosa-Beseit (Baix Ebre), amb una elevació màxima de 1.181 metres. És on neixen el riu de l'Estret, que desguassa al límit dels termes d'Arnes i d'Horta de Sant Joan, i el riu de la Canaleta, afluent, per la dreta, de l'Ebre, dins el terme d'Horta de Sant Joan.

## Història
El topònim "serra de colle d'Espina" ja existia el segle xiii, atès que a l'Onomasticon Cataloniae, en Corominas cita uns documents en llatí que en parlen.
| « | «..vaditur serra-serra, et in Monte-sacrum, sicut aque defluunt versus Ortam — serra de colle d'Espina, aquis descendentibus versus Bene, et versus Ortam — et usque in illis rochis de Muntsagre» | » |
| — (BABL xi,20 nament; 367) [el coll d'Espina, 1182 alt. és 25 k. al SO. de Miravet, 10 E. de l'Algars i 20 de Vall-de-roures] | |   |

En 1807 un grup de científics va establir en el cim de l'Espina un vèrtex geodèsic emprat per la perllongació del mesurament del meridià Dunkerque-Barcelona.

## Geografia
Aquesta serra és un contrafort dels Ports en direcció nord-est i forma l'enllaç amb la Serralada Prelitoral Catalana.
Una part de la carena rep el nom de Rases del Maraco, al vessant sud de les Rases es troba una zona desolada d'erms de muntanya coneguda amb el nom d'Erms de Canduca, a la vora de la Solana de les Feixes. Altres llocs d'interès són la Cova dels Adells i les ruïnes del Mas del Roig.

### Galeria

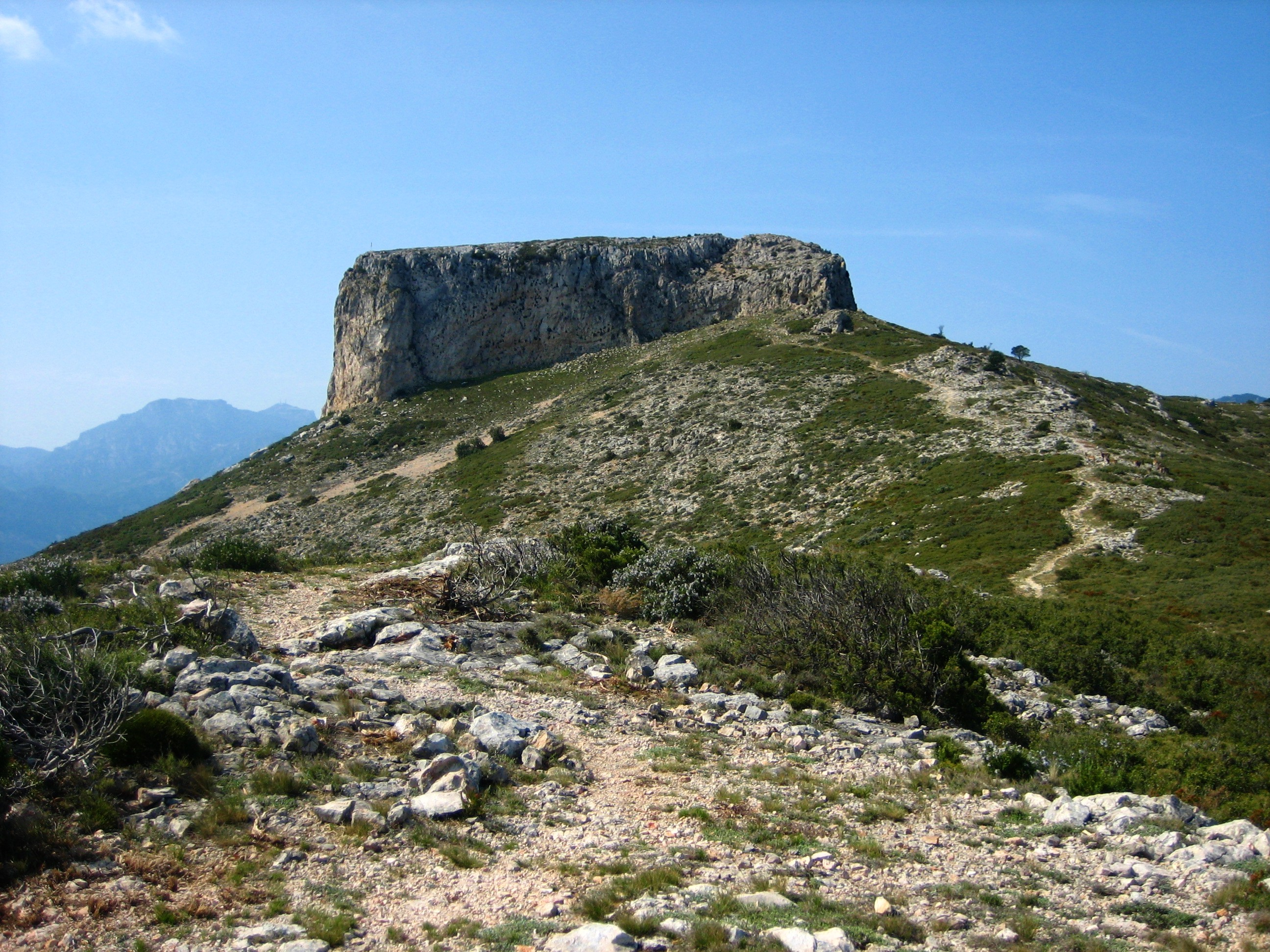
Vista de la Moleta.
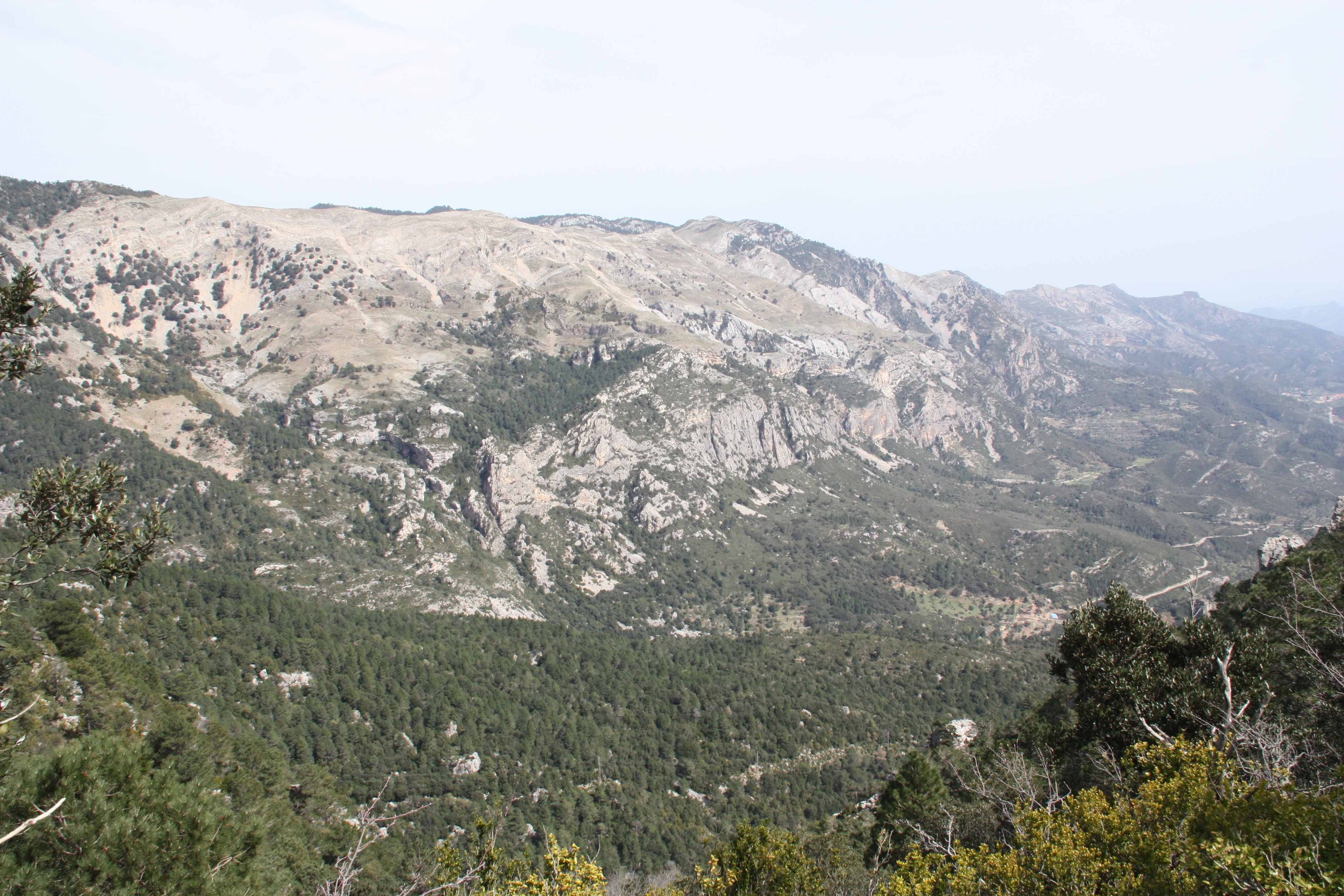
Les Rases del Maraco.
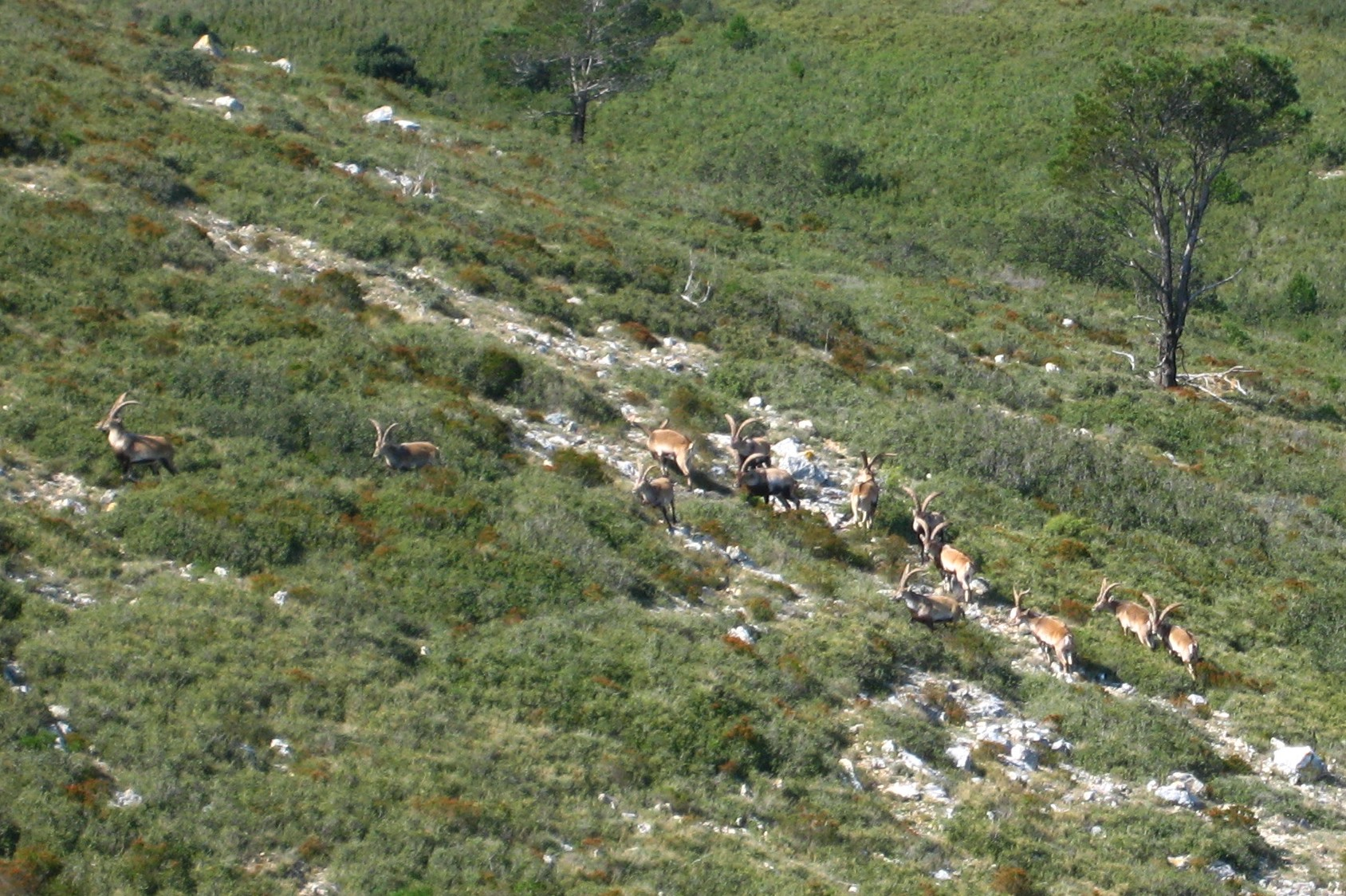
Capra hispanica pyrenaica a la zona de la Moleta

|  |